# 苏莱曼一世 (奥斯曼帝国)
苏莱曼一世（1494年11月6日—1566年9月6日），也译作苏里曼一世，是奥斯曼帝国第10位和在位时间最长的苏丹（1520年－1566年在位），并同时兼任哈里发之职。因为苏莱曼一世的功勋，他在西方尊称为苏莱曼大帝，而他因在位时完成了对奥斯曼帝国法律体系的改造，在国内和东方又称为「立法者」苏丹苏莱曼。
苏莱曼大帝是欧洲16世纪的一位杰出的君主，在他的统治下，奥斯曼帝国在政治、经济、军事和文化等诸多方面都进入全盛时期。苏莱曼大帝亲自统帅奥斯曼军队占领并征服了基督教重镇贝尔格莱德、罗得岛和匈牙利的大部分，奥斯曼人的扩张态势一直到1529年的维也纳之围时才被暂时遏制。苏莱曼大帝在与波斯（今伊朗）萨非王朝的战争中占领了大半个中东地区，并将西至阿尔及利亚的北非大部地区纳入奥斯曼帝国版图。苏莱曼大帝在位期间，奥斯曼帝国舰队称霸地中海、红海和波斯湾。在他的治理下，鄂圖曼帝國統治了一千五百萬到二千五百萬人。
作为一个帝国的舵手，苏莱曼大帝亲自进行了社会、教育、税收和刑律等方面的立法改革。他主持编撰的权威法典（或卡农）奠定了在他逝世后帝国数个世纪的法律制度基础。苏莱曼大帝不但凭借他自己的努力成为一名出色的诗人和金匠（受過良好的教育，講五種語言），他还是文化的大资助人。他在位时期是奥斯曼帝国艺术、文学和建筑的黄金时代。
苏莱曼大帝打破鄂圖曼人的传统，迎娶了烏克蘭奴隶出身的罗克塞拉娜，并使她成为他的皇后许蕾姆苏丹。许蕾姆苏丹不仅在帝国后宫有很大的影响力，还积极参与苏莱曼大帝的政治生活。许蕾姆苏丹最疼愛的兒子巴耶濟德因爭位被同母兄弟塞利姆皇子殺死，塞利姆皇子在苏莱曼大帝去世后继任苏丹之位。

## 早年

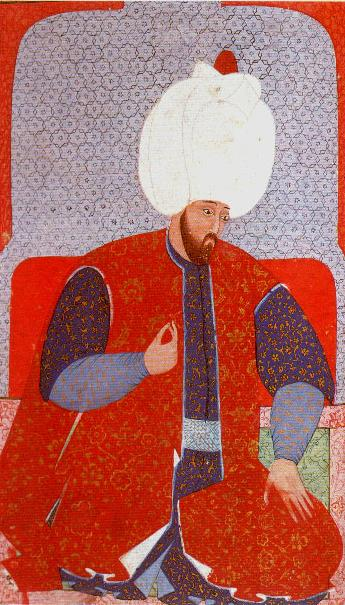
年轻的苏莱曼一世

苏莱曼一世出生于黑海之滨的特拉布宗，具体日期可能是1494年11月6日。他的母亲是亚武兹苏丹塞利姆一世的蘇丹（后成为皇太后）艾谢·哈芙莎苏丹，于1534年逝世。苏莱曼7岁时，被送往帝都伊斯坦布尔托普卡珀宫的皇家学校学习科学、历史、文学、神学和兵法。苏莱曼年轻时，与一名奴隶易卜拉欣结下友谊，易卜拉欣日后成为苏莱曼最信任的顾问之一，并曾任大维齐尔。从17岁开始，年轻的苏莱曼先后担任卡法（今乌克兰费奥多西亚）和馬尼薩的总督，并在帝国故都埃迪尔内短期任职。父亲塞利姆一世归真后，苏莱曼返回帝都伊斯坦布尔继位，成为奥斯曼帝国第10任苏丹。几周后，威尼斯共和国驻奥斯曼帝国公使巴尔托洛梅奥·孔塔里尼（Bartolomeo Contarini）对年轻的苏丹作了如下描述：“他25岁的年纪，身材高挑而硬朗，外表柔弱。颈部稍长、面容瘦削、鹰钩鼻，留着一簇小胡子和少许胡须，尽管略显苍白，却依然神采奕奕。他被誉为英明之主，好学之士，所有人都想受益于他的统治。他的头巾也大得出奇。”一些史学家宣称苏莱曼年轻时仰慕马其顿的亚历山大大帝，并受其影响，立志建立一个囊括东西方的帝国，这成为他日后频繁征战亚洲、非洲和欧洲的思想动力。

## 戎马生涯

### 征战欧罗巴
苏莱曼一世继承父业后，于1521年镇压了一场由帝国大马士革总督领导的叛乱，不久后便开始了一系列军事征服。苏莱曼很快就做好了征服匈牙利王国重镇贝尔格莱德的准备，这也是他曾祖父穆罕默德二世的未竟事业。在塞尔维亚人、保加利亚人和拜占庭人相继失败后，匈牙利人成为阻止奥斯曼帝国向欧洲内陆扩张的唯一难以对付的力量，而攻占贝尔格莱德是消灭匈牙利人的关键所在。苏莱曼大军将贝尔格莱德团团围住，并从一座多瑙河中的岛屿上接连向城内发射重炮。贝尔格莱德的守军仅有700人，匈牙利也没有派兵增援，奥斯曼人在1521年8月占领贝尔格莱德。

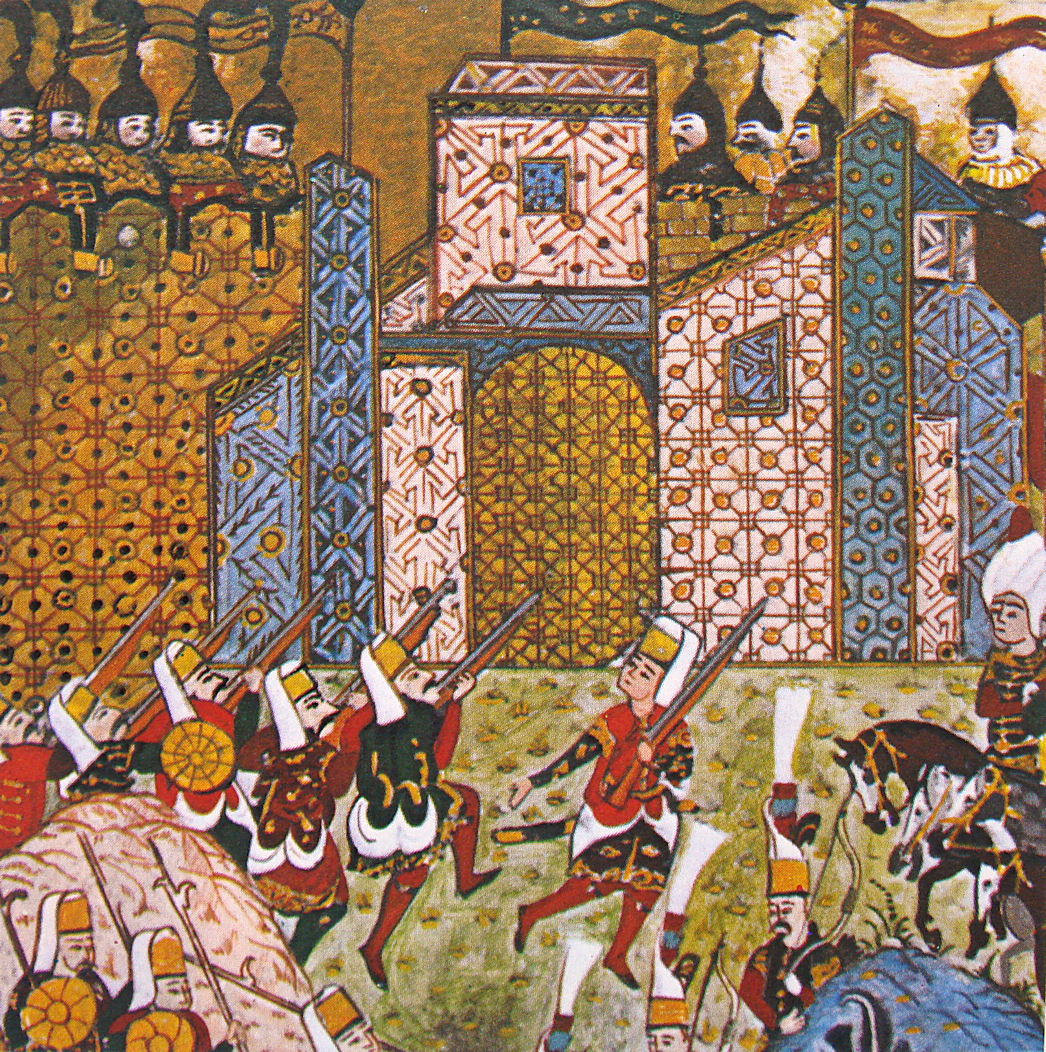
1522年罗得岛之围

基督教世界重镇贝尔格莱德陷落的消息很快传遍欧洲。根据神圣罗马帝国驻伊斯坦布尔大使的说法，“占领贝尔格莱德是吞并匈牙利的一系列戏剧性事件的开始。它导致了拉约什国王之死、布达的陷落、特兰西瓦尼亚的被征服、一个繁荣王国的毁灭和邻国对将会遭遇到同样命运的恐惧……”
通往匈牙利和奥地利的道路被打通了，苏莱曼却将注意力转移到医院骑士团的大本营——东地中海的罗得岛。医院骑士团在安纳托利亚和累范特近海的海盗活动，长期困扰着奥斯曼帝国。1522年夏天，苏莱曼凭借其父塞利姆一世留下的海军优势，派遣一支由400艘战舰组成的舰队进军罗得岛，他本人则亲自统帅十万大军从反方向包抄。经过5个月残酷的围攻战，岛上的守军有条件投降。骑士们得到苏莱曼的允许，离开罗得岛，并最终在马耳他岛重建了马耳他骑士团。

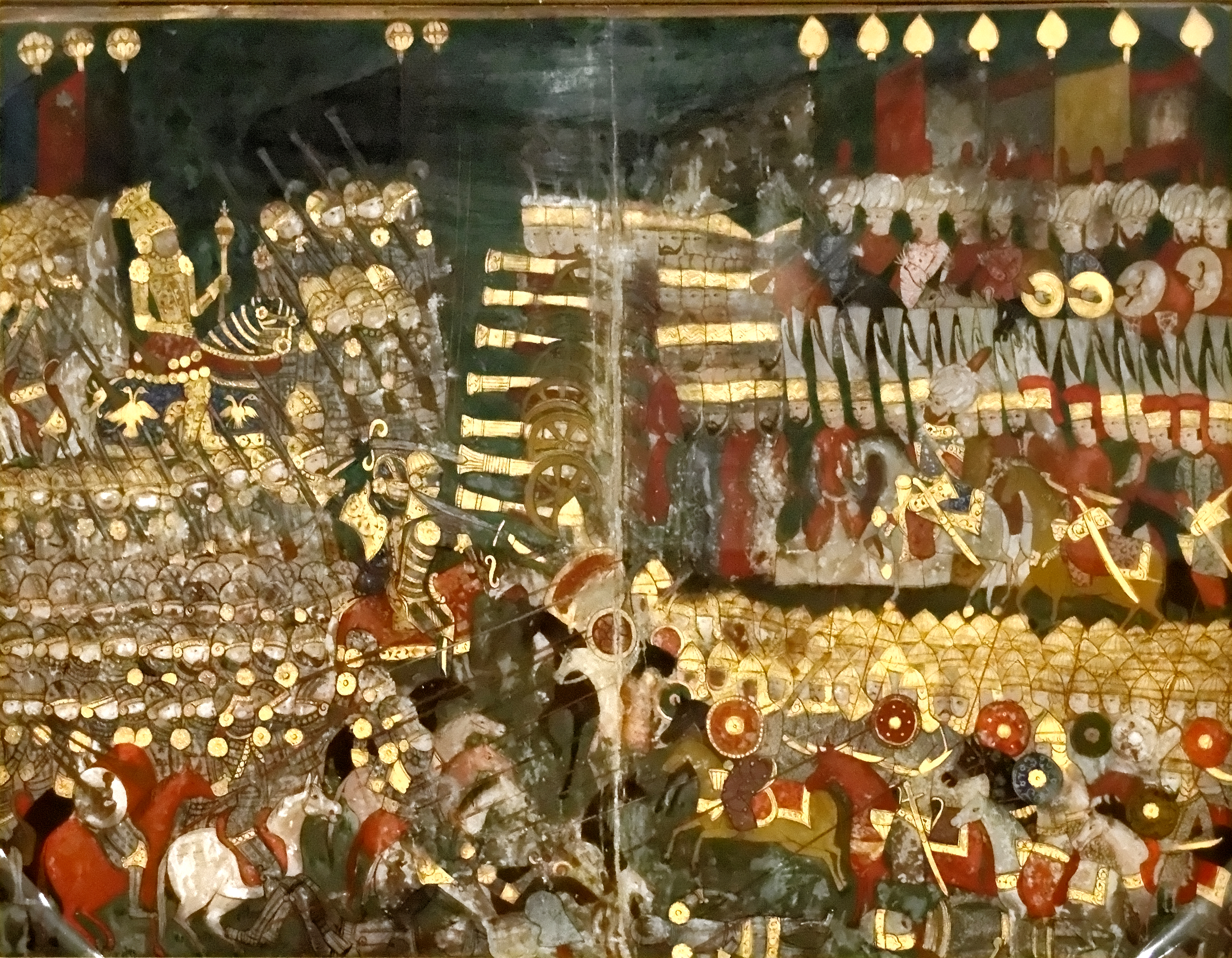
描绘第一次摩哈赤战役的土耳其彩绘

贝尔格莱德战役后，匈牙利王国与奥斯曼帝国的关系恶化，而苏莱曼解除罗得岛这一后顾之忧后在东欧重启战端。在1526年8月29日的第一次摩哈赤战役中，苏莱曼大败匈牙利国王拉约什二世。匈牙利人的抵抗土崩瓦解，鄂圖曼帝国成为东欧的一支空前强大的势力。据说苏莱曼见到拉约什二世的尸体时表达了哀悼：“我来此确实是为了击败他；但让他在刚刚品味到生活与权力时就撒手人寰却不是我的本意。”

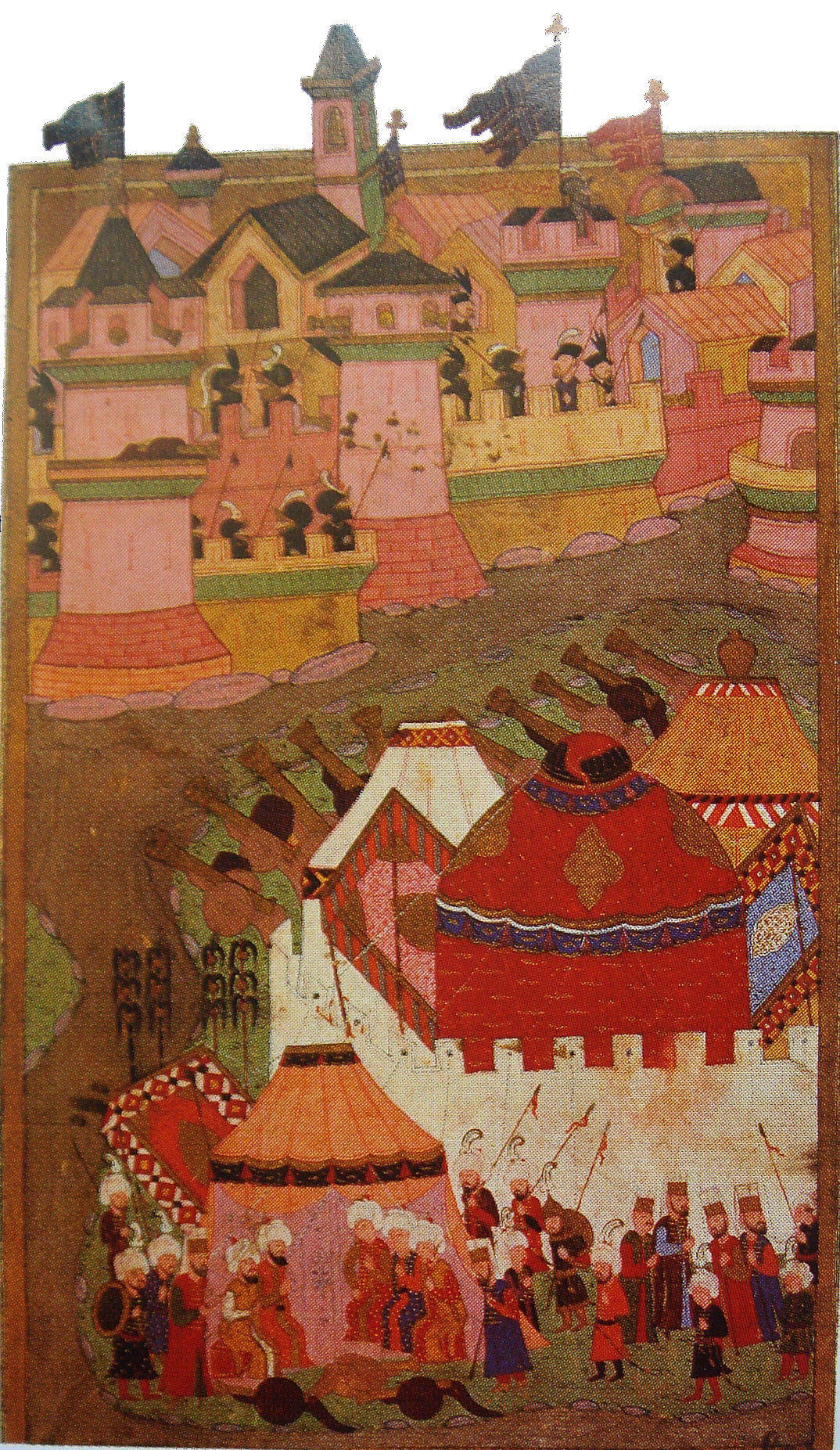
1529年维也纳之围

在神圣罗马皇帝查理五世和他的弟弟奥地利大公斐迪南的领导下，哈布斯堡王朝夺取了布达和匈牙利。为此，苏莱曼一世于1529年率军穿过多瑙河河谷，再次占领布达，并且在当年秋天兵临维也纳城下。维也纳之围是鄂圖曼帝國最为雄心勃勃的远征，标志着它对西方的军事威胁达到了顶点。不过由于16,000名维也纳守军的奋战，奥地利人使苏莱曼一世第一次尝到了失败的滋味，为一直持续到20世纪的鄂圖曼-哈布斯堡戰爭拉开了序幕。1532年鄂圖曼帝國再次试图占领维也纳，但苏莱曼一世的大军还未到城下就撤退了。这两次远征维也纳失败的原因都是鄂圖曼士兵因恶劣天气生病（迫使他们放弃携带围城器械），以及补给线拉得过长阻碍行军。
1540年代匈牙利争端再起，为苏莱曼一世一雪维也纳之耻提供了机会。一些匈牙利贵族建议邻国的奥地利大公斐迪南与已故匈牙利国王拉约什二世的家族联姻以继承匈牙利王位，因为根据之前的协议，如果拉约什死后无嗣，由哈布斯堡家族继承王位。但其他贵族则支持现任国王扎波尧伊·亚诺什，扎波尧伊得到了苏莱曼的支持，但没有获得欧洲基督教国家的承认。1541年哈布斯堡王朝与奥斯曼人的冲突再起，并试图围攻布达。但哈布斯堡王朝的努力最终失败，他们丢失了更多的要塞，斐迪南和他的兄长、神圣罗马皇帝查理五世被迫与苏莱曼一世缔结了一项羞辱性和约，和约规定：斐迪南放弃对匈牙利王位的企图，并每年向苏莱曼缴纳一笔固定的费用以换取苏莱曼对仍处于他控制下的匈牙利部分领土的承认。更具象征性意义的是，和约中并未称查理五世为“神圣罗马皇帝”，而只称他为“西班牙国王”，因为苏莱曼一世认为自己才是真正的“凱撒”、罗马帝国的合法继承人。

### 与波斯的战事
欧洲边境巩固后，苏莱曼把目光转移到受到波斯（今伊朗）什叶派萨非王朝威胁的帝国东方。特别是有两起事件加剧了两国关系的恶化：第一件事是，波斯国王（沙赫）塔赫玛斯普一世杀掉了忠于苏莱曼的巴格达总督，换上了自己人；第二件事是，比特利斯总督叛变，并向萨非王朝宣誓效忠。为此，苏莱曼于1533年命大维齐尔帕尔加勒·易卜拉欣帕夏率部队进军亚洲，開啟了長達三百年的鄂圖曼-波斯戰爭。

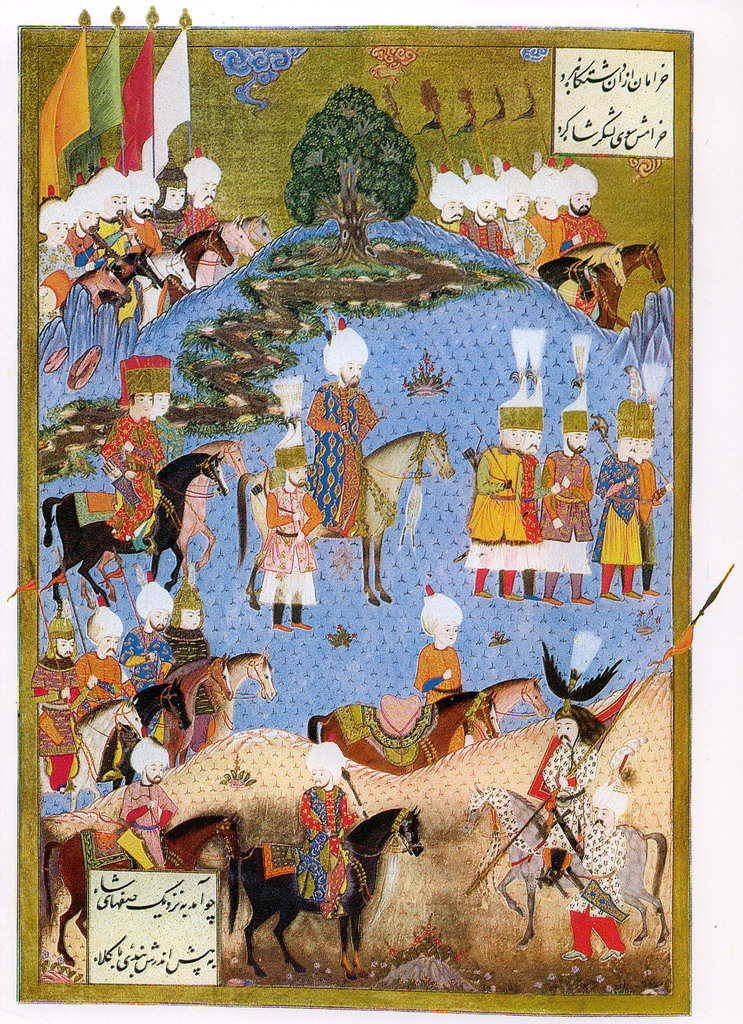
描绘苏莱曼大帝1554年夏天在纳希切万进军的波斯彩绘

鄂圖曼军队攻克比特利斯，并乘胜占领毫无抵抗的波斯故都大不里士。1534年苏莱曼亲率大军与易卜拉欣帕夏会合，并向波斯内地推进。塔赫玛斯普一世试图利用波斯内地冬天的恶劣天气诱敌深入，为避免与鄂圖曼帝国军队直接对抗，他一退再退，放弃了大片领土。苏莱曼对在冬天的波斯作战有所顾忌，于是与易卜拉欣帕夏转而挥师伊拉克。当鄂圖曼大军兵临伊斯兰故都巴格达城下时，波斯总督开城投降。自此，苏莱曼成为伊斯兰世界无可争议的领袖和阿拔斯王朝哈里发的合法继承人。
为了一劳永逸地击败波斯，苏莱曼于1548年到1549年发动了对波斯的第二场战争。此战中，塔赫玛斯普一世与第一次一样避免与鄂圖曼军队直接对抗而选择撤退，并在与鄂圖曼帝国接壤的阿塞拜疆地区施行焦土政策，试图让奥斯曼军队暴露在高加索的寒冬中。苏莱曼大军暂时占领大不里士和阿塞拜疆地区后又被迫撤回安纳托利亚过冬，波斯人随后收复了阿塞拜疆地区。不过，鄂圖曼帝国还是夺取了凡城和格鲁吉亚的一些要塞。
1553年，苏莱曼发动了对波斯的第三次也是最后一次战争。最初埃尔祖鲁姆被塔赫玛斯普一世的儿子攻陷，但苏莱曼很快就还以颜色，他率军渡过幼发拉底河上游，重新占领埃尔祖鲁姆，并洗劫了波斯的部分地区。波斯军队仍然沿袭前两次避敌锋芒的策略，使苏莱曼进退两难。1554年签订的协议结束了苏莱曼在亚洲的征伐。根据协议，鄂圖曼帝国将大不里士交还波斯，但获得了巴格达、幼发拉底河与底格里斯河流域下游、入海口以及波斯湾的部分地区。塔赫玛斯普一世也保证停止所有对鄂圖曼帝国领土的袭击。

### 地中海和北非战场

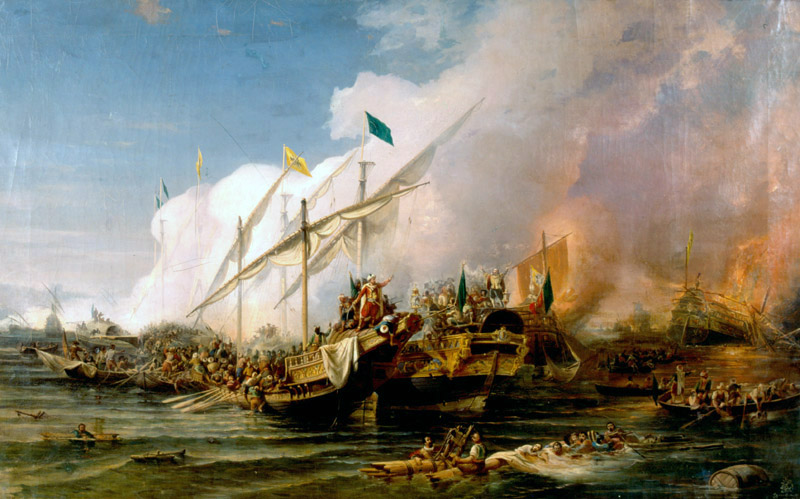
巴巴罗萨·海雷丁帕夏在1538年的普雷韦扎战役中击败安德烈亚·多里亚指挥的神圣同盟

当苏莱曼一世在陆地上的征服获得巨大成功后，摩里亚（今伯罗奔尼撒）的科罗尼要塞被神圣罗马皇帝查理五世的海军上将安德烈亚·多里亚攻陷的消息映入他的眼帘。西班牙在东地中海的存在让苏莱曼耿耿于怀，他视之为查理五世意图与自己争夺地区霸权的前兆。意识到在地中海建立一支强大海军的必要性，苏莱曼任命卓越的海雷丁帕夏（西方人称之为“巴巴罗萨”，即红胡子）为海军总司令，负责重建奥斯曼帝国舰队。海雷丁帕夏重建的奥斯曼海军战舰数量相当于地中海其他国家的战舰数量的总和。1535年查理五世在突尼斯取得了对奥斯曼帝国的一次重大胜利，加上后来暴发的奥斯曼帝国与威尼斯共和国的战争，促使苏莱曼同意与法国国王弗朗索瓦一世联合对付查理五世的建议。1538年西班牙舰队在普雷韦扎战役中被海雷丁帕夏击败，从此奥斯曼土耳其人在地中海称雄33年，一直到1571年勒班陀海战中被击败。
摩洛哥以东的北非大片领土成为奥斯曼帝国的属地，的黎波里塔尼亚、突尼斯和阿尔及利亚的柏柏尔人国家成为帝国的自治行省，也是苏莱曼与查理五世冲突的前沿阵地。查理五世曾试图把奥斯曼人赶出该地区，但1541年他的计划于失败了。在奥斯曼帝国抗击西班牙的战争中一直有柏柏儿海盗助阵。在短期内，奥斯曼帝国的扩张保持了它在地中海的霸权。奥斯曼帝国海军还控制了红海和波斯湾，一直到1554年被葡萄牙帝国的海军所击败。葡萄牙人于1515年占领忽里模子（在今霍尔木兹海峡），从而对苏莱曼控制下亚丁（今属也门）构成威胁。

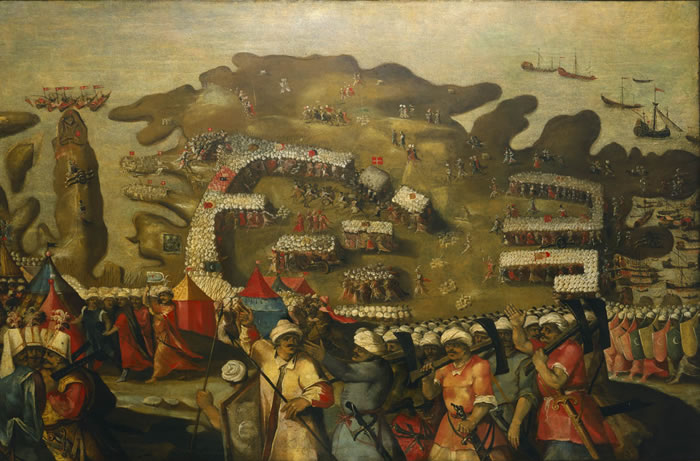
1565年马耳他之围：土耳其舰队到达，马泰奥·佩雷斯绘。

1542年为了对付哈布斯堡王朝的一次普通威胁，法王弗朗索瓦一世请求恢复与奥斯曼帝国的联盟，为此苏莱曼令海雷丁帕夏带领200艘大帆船开往西地中海支援法国。海雷丁帕夏开往法国途中洗劫了那不勒斯和西西里岛沿海地区，到达法国后，弗朗索瓦一世把土伦港让给海雷丁帕夏作为他的海军司令部。在该次远征中，海雷丁帕夏于1543年攻占了尼斯。1544年弗朗索瓦一世与查理五世讲和，从而结束了法国与奥斯曼帝国的短暂联合。
在地中海的另一处，医院骑士团已经于1530年重建为马耳他骑士团，他们针对穆斯林海军的反抗行动很快激怒了奥斯曼人。奥斯曼人调集另一支庞大的舰队开往马耳他岛，试图将骑士团赶出马耳他岛。奥斯曼人于1565年到达马耳他，围攻战从5月18日持续到9月8日，由意大利画家马泰奥·佩雷斯·德·阿莱奇奥所绘于瓦莱塔大王宫圣米迦勒和圣乔治大厅的一组壁画生动地描绘了这场战役。战役开始时似乎是1522年罗得岛战役的翻版，马耳他岛上的大部分城市被毁，半数骑士团成员阵亡；但西班牙军队及时赶来增援骑士团，奥斯曼人损失三万人，最终失败撤退。

## 政治改革

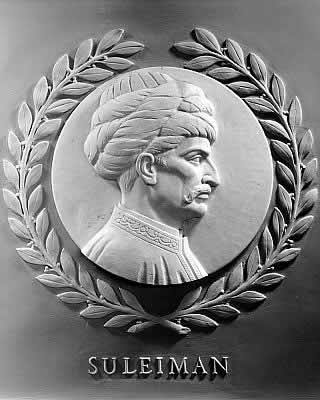
卡努尼苏丹苏莱曼是美国国会大厦众议院会客厅大理石浅浮雕上雕刻的23位古代著名的立法者之一

苏丹苏莱曼在西方被誉为“苏莱曼大帝”，而在土耳其国内他则被称为“卡努尼苏丹苏莱曼”（即立法者苏丹苏莱曼）。据史学家金罗斯男爵记载：“他（苏莱曼）和他的先辈们如父亲（亚武兹苏丹塞利姆）和曾祖父（法蒂赫苏丹穆罕默德）一样是一位伟大的军事家，武功烈烈，他与先辈们不同之处是他的文治同样煌煌。他是伟大的立法者，在臣民们眼中他是卓然高尚的君王和宽宏正义的化身。”帝国的最高法律是沙里亚法，或称伊斯兰教法，是伊斯兰教的至高无上的法规，苏丹无权更改。不过奥斯曼帝国还有另一套法律被称为“卡农”（宗教法规），是以苏丹的个人意志而制定的，包括刑法、土地所有权法和税法等。苏莱曼搜集了他之前的九位苏丹所做的全部判决，他去除对同类案例相同、重复的判决，在自相矛盾的判决中选取自认为是正确者，颁布了一部新的单独的法典，当然这部法典要避免违背伊斯兰教的基本法（沙里亚法）。苏莱曼对法律体系的改革是为了适应帝国的快速发展，并获得了大穆夫提（首席法官）穆罕默德·艾布苏尤德·伊马迪的支持。当卡农法发展到最终形态，卡农法典就被称为“奥斯曼卡农”（kanun‐i Osmani）或“奥斯曼法”。苏莱曼法典持续使用了三百多年。
苏莱曼对于在西帕希（从苏丹手中领取采邑作为服兵役报酬的骑兵）的土地上工作的帝国非穆斯林臣民（主要是基督徒）的处境予以特殊关注。他特别颁布了针对非穆斯林臣民的法典，对向非穆斯林征税的管理法规进行改革，把他们的地位提高到农奴之上，使得国外的基督徒农奴移居到土耳其人的土地上以从改革中获利。苏莱曼苏丹也在保护犹太人方面扮演重要角色，为接下来几个世纪内对帝国境内犹太人的保护做出了榜样。1553年末或1554年，苏莱曼在他最宠幸的内科和牙科医生、西班牙犹太人摩西·阿蒙的建议下颁布敕令，正式废除了反犹太人的血祭诽谤。此外，苏莱曼还颁布新的刑法和治安法，规定一系列针特定犯罪行为的罚款措施，同时减少了死刑和断肢刑的判罚。在征税方面，规定税收可以有各种形式，包括牲畜、矿产、贸易利润和进出口税等货物和物产。除税收之外，声名狼藉的官员很可能会被苏丹没收土地和财产。
教育是苏丹关心的另一个重要领域。苏莱曼时代，由宗教基金资助的清真寺附属学校为男性穆斯林学生提供了一个充分自由的教育环境，优于同时期的基督教国家。在苏莱曼时代的帝都伊斯坦布尔，小学（mekteb）的数量增加到14所，那里教学生们阅读、写作和伊斯兰教教义。小学毕业后，如果学生们想接受更进一步的教育，可以进入8所伊斯兰学校（相当于西方的学院）中的一所深造，在那里学习语法、形而上学、哲学、天文学和占星学。更高级的伊斯兰学校相当于大学级别，那里的毕业生可以成为伊玛目（领拜人）或教师。教学中心往往是围绕清真寺庭院的众多建筑之一，清真寺周围其他服务大众的建筑设施包括图书馆、食堂、喷泉、厨房和医院。

## 文化成就

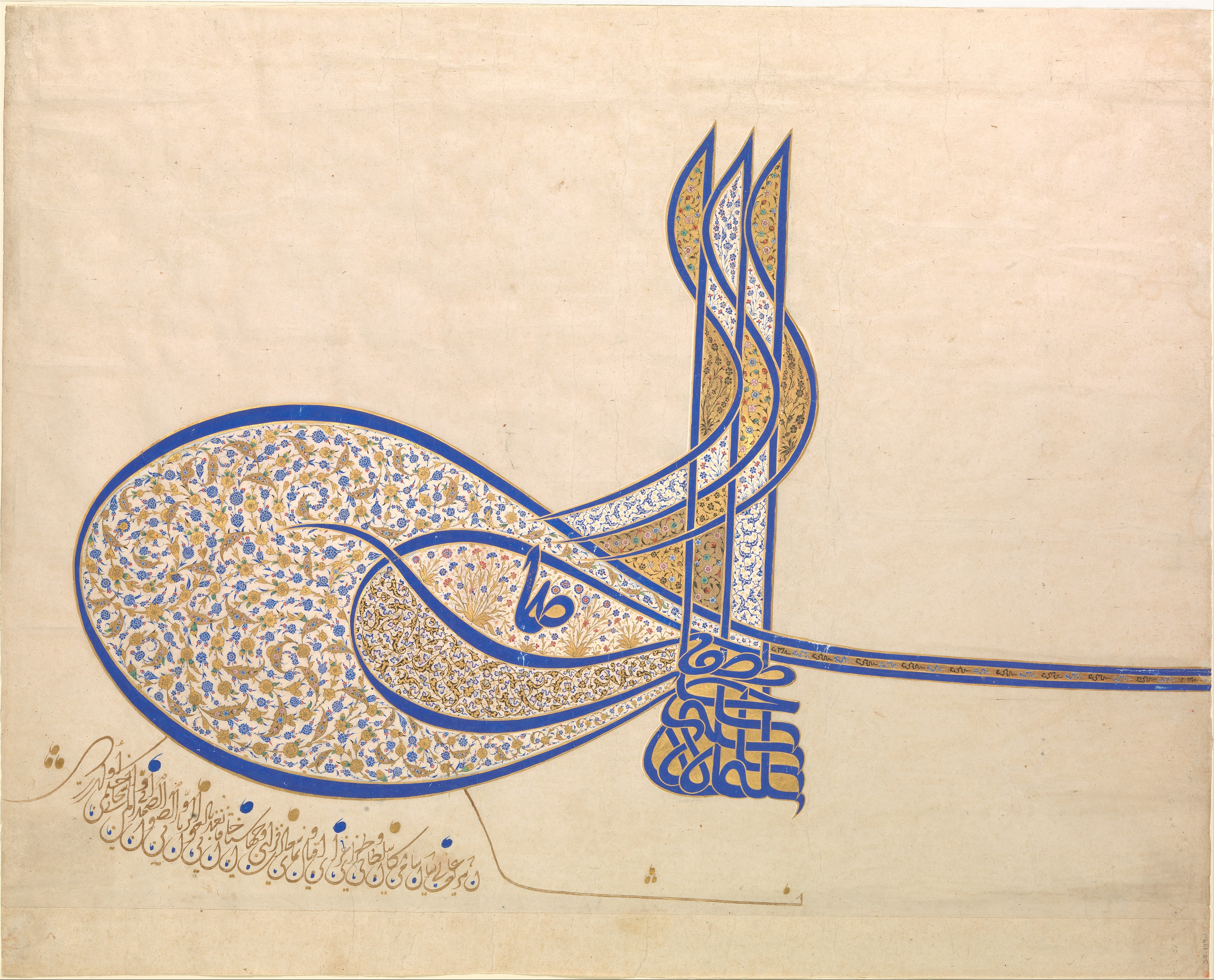
苏莱曼大帝的花押

在苏莱曼大帝的资助下，奥斯曼帝国的文化发展步入了黄金时代。苏丹官邸托普卡珀宫管理着成百上千的皇家艺术团体（被称为，意为“天才团体”）。经过一段训练期后，艺术家和工匠们的技艺水平就能更上一个台阶，每年每季度还能获得与他们的能力相称的工钱。现存于世的工匠名单和工资登记簿为苏莱曼大帝对艺术的慷慨资助提供了证据，其中最早的资料可以追溯到1526年，名单上记录了40个艺术团体的600名成员。“天才团体”吸引了帝国最有才能的工艺家进入苏丹的宫廷，他们有的来自伊斯兰世界，也有的来自帝国新近占领的欧洲领土，从而使伊斯兰、土耳其和欧洲的文化融为一体。在服务于苏丹宫廷的工艺家包括画家、图书装订工、皮货商、珠宝商和金匠。虽然苏莱曼之前的统治者们受波斯文化的影响（例如苏莱曼的父亲塞利姆一世就用波斯语写诗），但从苏莱曼对艺术的资助可以看出奥斯曼帝国坚持自己的艺术传统。
苏莱曼大帝自己也是一位颇有造诣的诗人，他用波斯语和土耳其语写作，笔名是穆希比，意为爱人。苏莱曼的一些诗句已经成为土耳其语谚语，比如著名的“每个人的归宿都一样，但故事的版本多种多样”。1543年苏莱曼的少子穆罕默德逝世，苏莱曼建造了一个活动的纪年铭文以纪念这一年：“皇子中独一无二的，我的苏丹穆罕默德。”除苏莱曼自己的作品外，许多苏莱曼在位时期的伟大天才把文学世界变得朝气蓬勃，他们之中包括富祖里和巴基。文学史家E·J·W·吉布（E. J. W. Gibb）注意到：“没有一个时期，甚至在土耳其，对诗歌的鼓励比这位苏丹（指苏莱曼大帝）在位时更多。”苏莱曼大帝最有名的诗句是：
人们以为财富和权力是至上的天道，

但在这世上健康的魔法才是最好的國朝。

人们所说的君权只是世俗的吵闹和不断的征討；

崇拜真主才是至尊的宝座、最幸福的财宝。

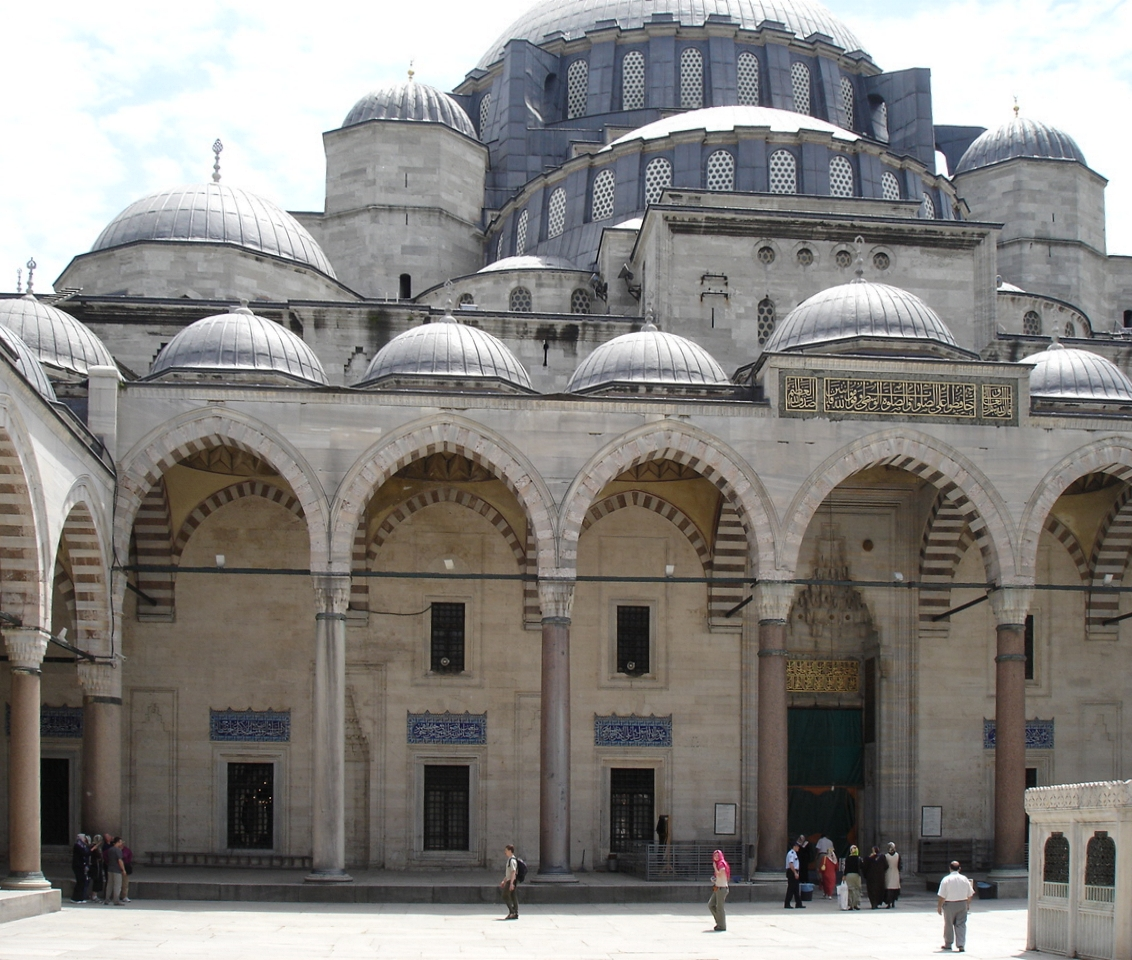
苏莱曼大帝首席建筑师科查·米马尔·希南所造伊斯坦布尔的苏莱曼尼耶清真寺

苏莱曼大帝也因在帝国境内大兴土木而闻名于世。苏莱曼在帝都伊斯坦布尔开展一系列工程建设，包括桥梁、清真寺、宫殿以及各种慈善和公益设施，以期它能成为伊斯兰文明的中心。其中最伟大的建筑是由苏丹的首席建筑师科查·米马尔·希南设计建成的，这些建筑标志着奥斯曼帝国的建筑艺术达到了顶峰。希南在全国负责设计了超过三百座建筑，包括他的两座代表性建筑：苏莱曼大帝时期建造的帝都伊斯坦布尔的苏莱曼尼耶清真寺和苏莱曼之子塞利姆二世时期建造的故都埃迪尔内的塞利米耶清真寺。苏莱曼大帝还下令重建了耶路撒冷的圆顶清真寺和耶路撒冷城墙（今耶路撒冷古城的城墙，已由约旦申报入选联合国教科文组织世界遗产名录），修缮了麦加的克尔白（天房），并在大马士革建造了一座建筑群。

## 个人生活

### 许蕾姆苏丹

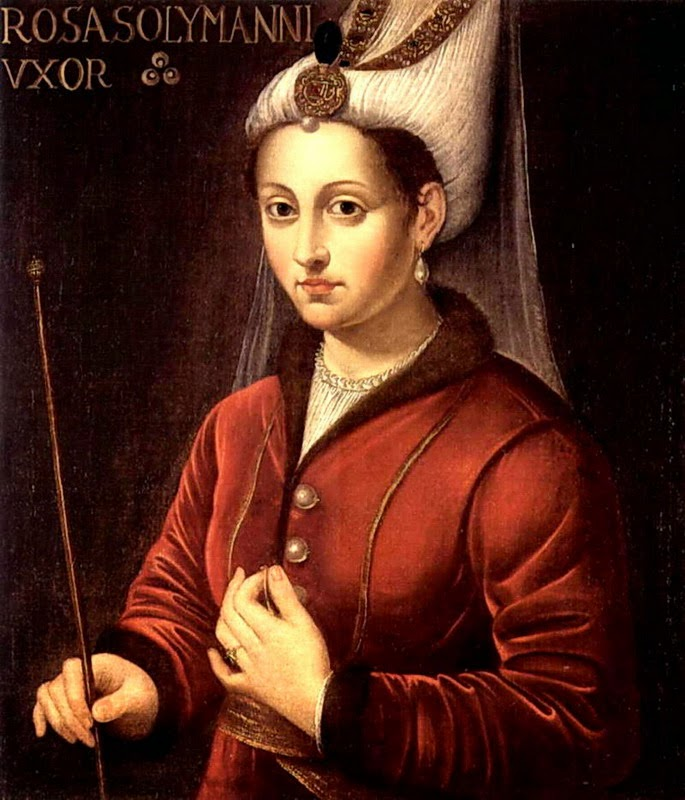
许蕾姆苏丹

苏莱曼大帝迷上了一个罗塞尼亚血统的后宫少女许蕾姆。西方的外交官们听闻宫中闲聊到她的斯拉夫出身时，都管她叫“鲁塞拉齐娅”（Russelazie）或者“罗克塞拉娜”（Roxelana）。许蕾姆是一位东正教神父的女儿，后被俘虏，送入帝国后宫，很快成了苏莱曼大帝的宠妃。苏莱曼大帝为了立她为正室，不惜破坏奥斯曼帝国延续两个多世纪的不得立外國出身妃嬪為后的传统，这大大出乎宫中乃至整个伊斯坦布尔的观察家的预料。苏莱曼还允许许蕾姆苏丹陪伴他在宫中度过余生，这就破坏了另一项传统：当一位皇子成年后，他会被派往帝国的边疆省份做总督，他的生母也要随行，除非他本人或者后代登上皇位，否则其生母不得回京。

苏莱曼大帝（左）与许蕾姆苏丹在一起

苏莱曼大帝以笔名“穆希比”为许蕾姆苏丹创作了下面这首诗：
“我寂寞壁龛的宝座、我的爱、我的月光。

我最真诚的朋友、我的知己、我存在的理由、我的苏丹、我唯一的爱。

美人中最美的人……

我的春天、我面露欢快的爱、我的白昼、我的甜心、带笑的树叶……

我的绿树、我的芳香、我的玫瑰、这世上唯一不会让我悲伤的人……

我的伊斯坦布尔、我的卡拉曼、我安纳托利亚的土地

我的巴达赫尚、我的巴格达和呼罗珊

秀发亮丽的我的妻、蛾眉弯弯的我的爱、眼中充满淘气的我的爱……

我会永远歌唱你的赞歌

我，痛心的爱人、眼中充满泪水的穆希比，我很快乐。”

### 易卜拉欣帕夏

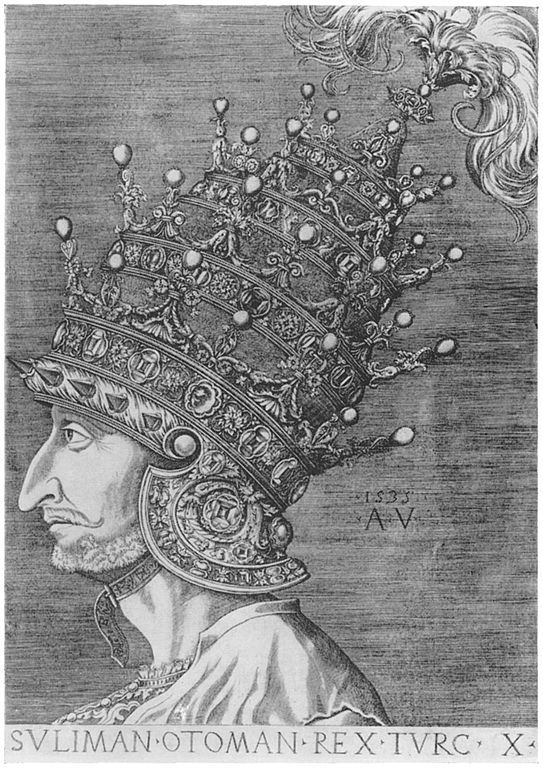
阿戈斯蒂诺·韦内齐亚诺所绘苏莱曼大帝的雕版画肖像 (Note: 阿戈斯蒂诺从未见过苏莱曼大帝，但他在威尼斯可能见过画中的头盔并进行了素描。)。注意看画中的苏莱曼大帝头戴从威尼斯获得的头盔，头盔上有四重皇冠，比教宗的三重冕还要多一重，象征着他的权势超群。皇冠顶上有一片非常大的羽毛。这是奥斯曼帝国苏丹最不典型的头饰，可能苏莱曼除了接见来宾、尤其是大使外从未在其他正式场合戴过它。

帕尔加勒·易卜拉欣帕夏年少时就与苏莱曼大帝成了好朋友。他原信希腊正教，长大后在德夫希尔梅制度下进入宫廷学校学习。苏莱曼先让他做皇家放鹰者，然后擢升他为寝宫的侍卫长。1523年，易卜拉欣帕夏晋升为大维齐尔和全军的总司令。苏莱曼还授予易卜拉欣帕夏鲁米利亚贝勒贝伊（Beylerbey，意为“众贝伊之贝伊”）的荣衔，把帝国在欧洲的所有领土的管辖权以及驻扎在这些领土上的所有军队的战时指挥权交给他。根据17世纪一位编年史家的记载，易卜拉欣帕夏曾请求苏莱曼大帝收回成命，不要把他擢升到如此高位，以免树大招风自身难保；对此苏莱曼大帝向他保证，无论任何情况，只要他在位一天，他就不会有事。
但最后易卜拉欣帕夏还是失去了苏莱曼大帝的恩宠。在易卜拉欣十三年的大维齐尔任期内，他青云直上，而且积累了大量财富，使得他在朝中树敌颇多。当易卜拉欣帕夏出征波斯萨非王朝期间，有报告抵达苏莱曼大帝御前诉说易卜拉欣的傲慢：特别是易卜拉欣使用“塞拉斯克尔苏丹”（serasker sultan）的头衔被视为对苏丹的公然冒犯。
苏莱曼对易卜拉欣的猜疑因后者与财政大臣伊斯坎德尔·切莱比（İskender Çelebi）的不和而加重了。后来，切莱比被卷入了一场阴谋而失宠，易卜拉欣说服苏莱曼处死切莱比，两人的争斗才算告终。不过切莱比死前指控易卜拉欣是阴谋的同谋者，他的遗言使苏莱曼相信易卜拉欣确实背叛了自己。1536年5月15日，人们在托普卡珀宫发现了易卜拉欣帕夏的尸体。

## 储位之争
苏莱曼的两位后妃为他生育了8位皇子，其中有4位活过了1550年代，他们是：穆斯塔法皇子、塞利姆皇子、巴耶濟德皇子和吉汉吉尔皇子。4位皇子中只有穆斯塔法皇子不是许蕾姆苏丹所生，而是居尔巴哈尔苏丹（“居尔巴哈尔”意为春天的玫瑰）所生，由于他身為長子，从而拥有皇位优先继承权。许蕾姆苏丹意识到，如果穆斯塔法皇子继位，她的三个儿子就会性命不保。当时，穆斯塔法皇子被认为是所有皇子中最有才能的一位，而且他得到了大维齐尔帕尔加勒·易卜拉欣帕夏的支持。奥地利驻伊斯坦布尔大使布斯貝克就曾提到：“苏莱曼的诸皇子中有一位叫穆斯塔法，他的教养出奇的好，深谋远虑，二十四五岁左右，作为一位君王正当年；希望上帝不要让和他一样充满力量的野蛮人靠近我们。”接着他还谈到了穆斯塔法“卓越的天赋”。

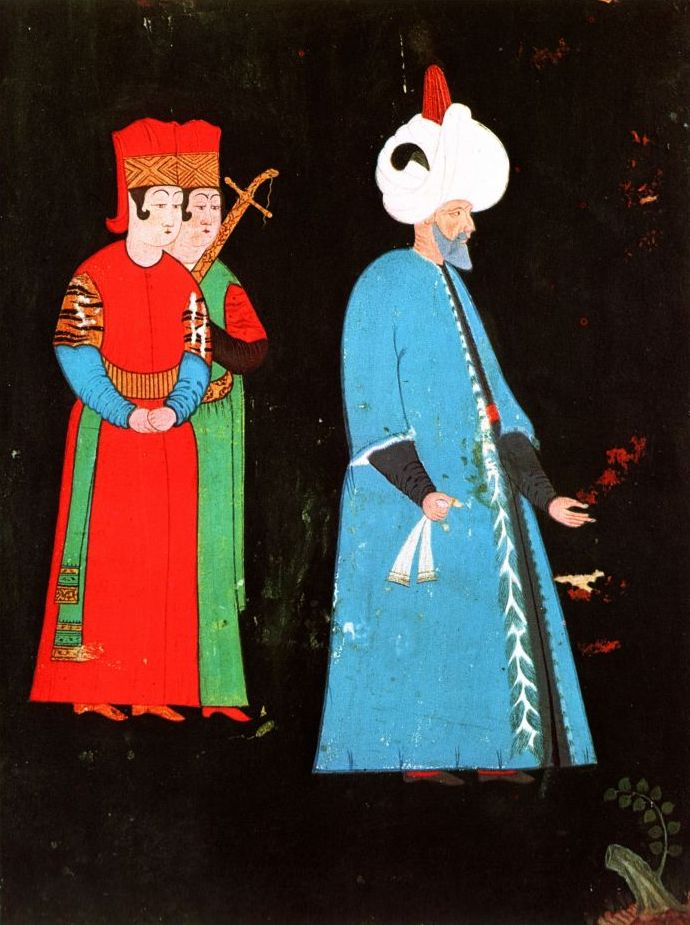
1560年尼加里所绘晚年的苏莱曼大帝

许蕾姆苏丹一直被指责至少对之后的储位更迭阴谋负有部分责任。表面上，她只是苏丹的妻子，和同时代的英格兰国王亨利八世的王后安妮·博林一样在政治舞台上只能扮演非正式公开的角色。但事实上，这并没有阻止许蕾姆苏丹发挥她强大的政治影响力。当时奥斯曼帝国还未建立起正式的皇位继承制度，新苏丹继位后往往会将兄弟们全部处死以防止他们为争夺皇位而发动叛乱。为了保住自己三个儿子的性命，许蕾姆苏丹运用她的影响力不断削弱支持穆斯塔法皇子的力量。
在许蕾姆苏丹的煽动下，苏莱曼大帝谋杀了大维齐尔易卜拉欣帕夏，让女婿魯斯坦帕夏（娶苏莱曼大帝与许蕾姆苏丹之女米赫麗瑪蘇丹）取而代之。从1552年鲁斯坦帕夏被任命为远征波斯的总司令开始，扳倒穆斯塔法皇子的阴谋拉开了序幕。鲁斯坦帕夏派一个苏丹最为信任的人向苏丹报告，他称因为苏丹已经不是军队的首领，士兵们认为是时候让一位更年轻的皇子上台了；同时他散布谣言，证实穆斯塔法皇子已经接受了这个建议。苏莱曼被谣言激怒，他开始相信穆斯塔法皇子确实想抢班夺权，结果第二年夏天，远征军从波斯回国途中，苏莱曼把穆斯塔法皇子召到自己在埃雷利河谷（今属科尼亚省）的大帐中，说“如果他（穆斯塔法皇子）内心无愧地赶来了”，他将“能把自己的被指控罪行洗刷干净”。

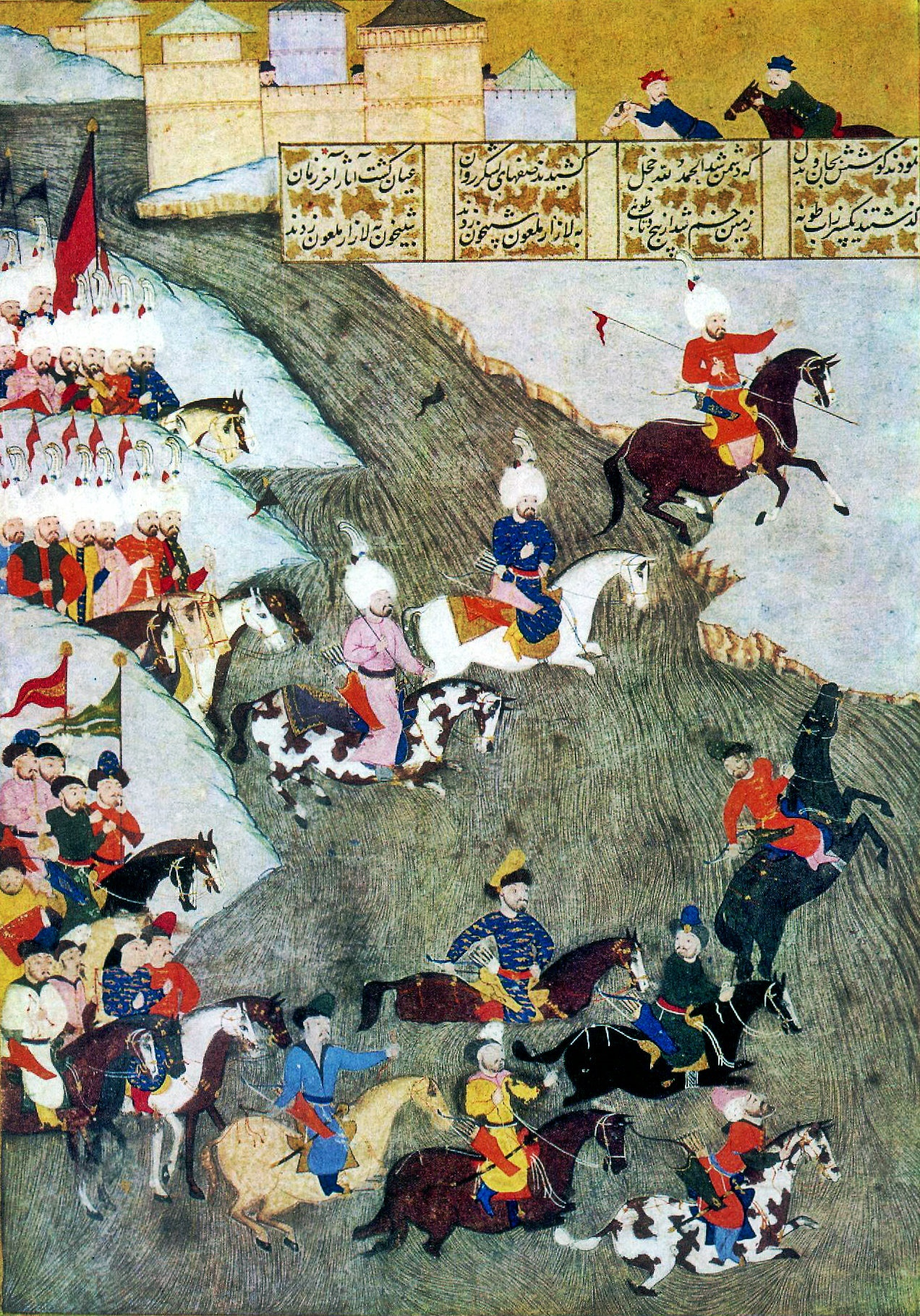
苏莱曼大帝的最后一战：1566年西盖特瓦尔战役

穆斯塔法皇子面临一个选择：如果真的去他父皇那里，他得冒着被处死的生命危险；如果他不去，则会被指控叛君叛国。最后，穆斯塔法皇子以为有军队的支持，自己不会有事，还是选择了去父皇的大帐。奥地利驻伊斯坦布尔大使布斯貝克是穆斯塔法皇子生命最后时光的见证人，他描绘了穆斯塔法皇子的结局：「当穆斯塔法皇子进入苏莱曼大帐的时候，苏莱曼的宦官们攻击了他，年轻的皇子勇敢地自卫。苏莱曼靠着大帐的亚麻布吊帘才将打斗的双方分开，然后他凝视着大帐，用凶恶和危险的目光瞥向沉默的宦官，并用威胁性的言语严厉地指责他们的犹豫不决。于是，惧怕苏莱曼的宦官们壮了壮胆，把穆斯塔法皇子推倒在地，把绞索套在他的脖子上，绞死了他。」
据说吉汉吉尔皇子在得到他同父异母兄长的死讯几个月后就因悲伤过度而死。苏莱曼将帝国的两个不同部分的指挥权授予其他两位还活着的皇子：巴耶济德和塞利姆。但几年内两位同胞兄弟就因争夺皇位而暴发内战，他们各自有一支支持自己的皇家军队。在父皇军队的帮助下，塞利姆于1559年在科尼亚击败了巴耶济德，巴耶济德皇子和他的四个儿子只得逃往波斯，寻求波斯人的庇护。苏莱曼苏丹要求波斯沙赫塔赫玛斯普一世交出巴耶济德或者处死他，作为外交上的交换条件，沙赫将获得一大笔数量的黄金。沙赫同意了交换条件，1561年，他让土耳其刽子手把巴耶济德及其四个儿子绞死了。如此一来，塞利姆成为唯一活在世上的皇子，为他七年后（1566年9月5/6日）登上皇位扫清了障碍。

## 死亡
1566年5月1日，苏莱曼从伊斯坦布尔出发，再次远征匈牙利。同年9月6日，苏莱曼在奥斯曼人取得西盖特瓦尔战役的胜利之前离开了人世，享壽71岁。為避免在戰爭中動搖軍心，蘇萊曼的死保密了48天。他的心臟和內臟就近埋在土貝克，屍首則運回伊斯坦堡，安葬在苏莱曼尼耶清真寺。後來，塞利姆在內臟的掩埋地上方蓋起了一座陵墓，這座陵墓隨著土貝克在1680年代被毀而消失，直到2015年有考古團隊在匈牙利發現可能是陵墓的遺跡，挖掘之後判定這即是苏莱曼的陵墓。

## 遗产

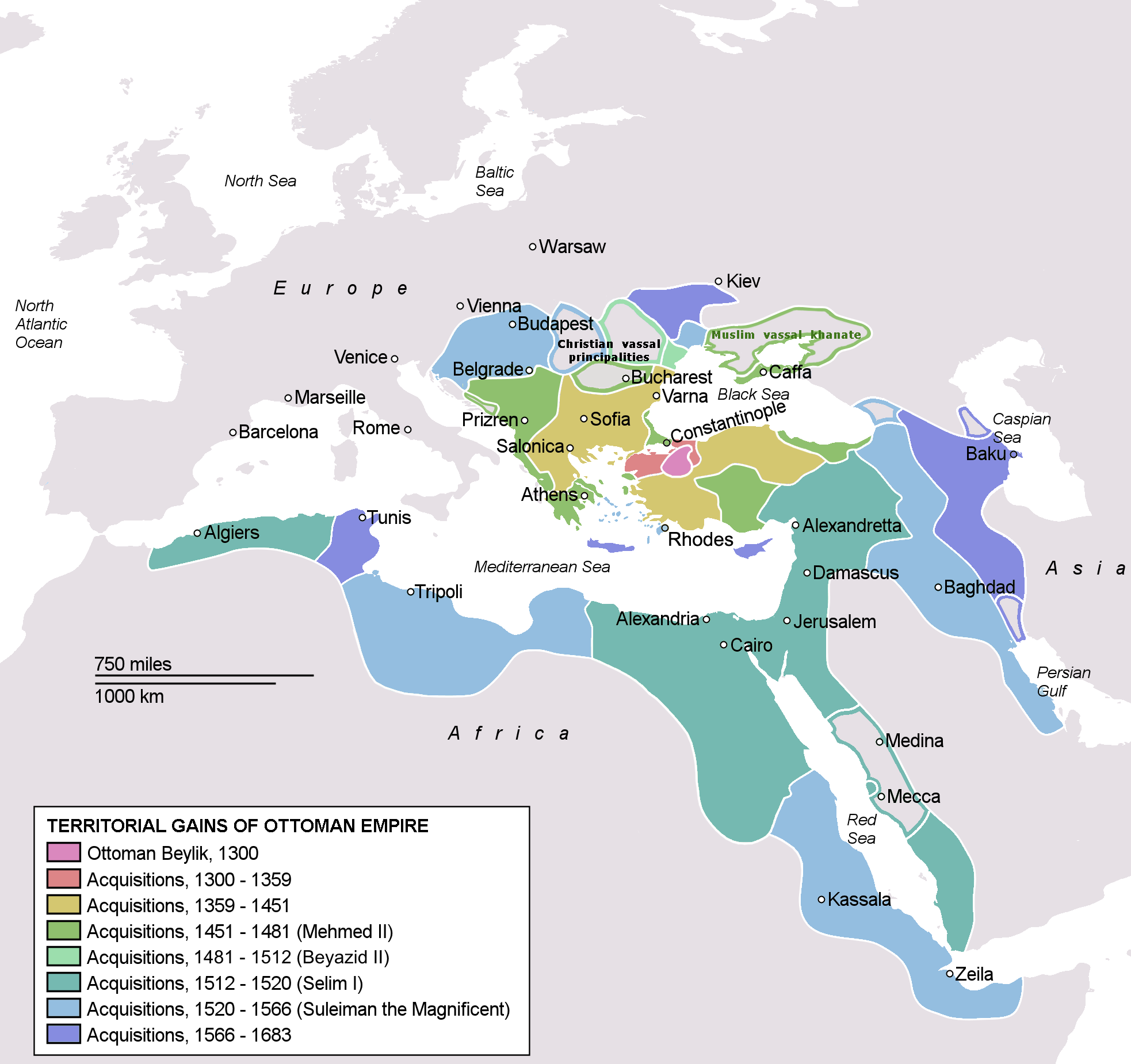
奥斯曼帝国版图的变化，苏莱曼大帝的征服是帝国领土扩张过程中的重要环节，帝国的领土于1683年达到最大。

苏莱曼一世归真时的奥斯曼帝国拥有无可匹敌的军事力量、大量的财富和广袤的领土，是当时世界上最强国之一。苏莱曼统治下的奥斯曼帝国控制着伊斯兰教的大部分重要城市（如伊斯兰教三大圣地麦加、麦地那、耶路撒冷，阿拉伯帝国倭马亚王朝故都大马士革、阿拔斯王朝故都巴格达和法蒂玛王朝故都开罗）、巴尔干的许多行省（从今天的克罗地亚到奥地利）及其北非的大部分。苏莱曼在欧洲的扩张使奥斯曼土耳其人成为欧洲政治舞台上保持各国势力均衡的强大仲裁者。确实，奥地利驻伊斯坦布尔大使布斯貝克就察觉到苏莱曼统治下的奥斯曼帝国即将对欧洲进行征服，并对此感到恐惧：“在土耳其人一方是强大的帝国资源、他们的力量未曾受损、屡战屡胜、不畏艰苦、团结一致、遵规守纪而且头脑清醒……我们能够怀疑结果会是怎样么？当土耳其人惩罚波斯后，他们就会转而攻击我们的咽喉，整个东方都会支持他们；我不敢说我们会怎样地毫无防备。”甚至在布斯贝克死后三十年，英国剧作家威廉·莎士比亚在他的喜剧《威尼斯商人》（第二幕第一场）中也提到了“苏里曼苏丹”是一位军事奇才。

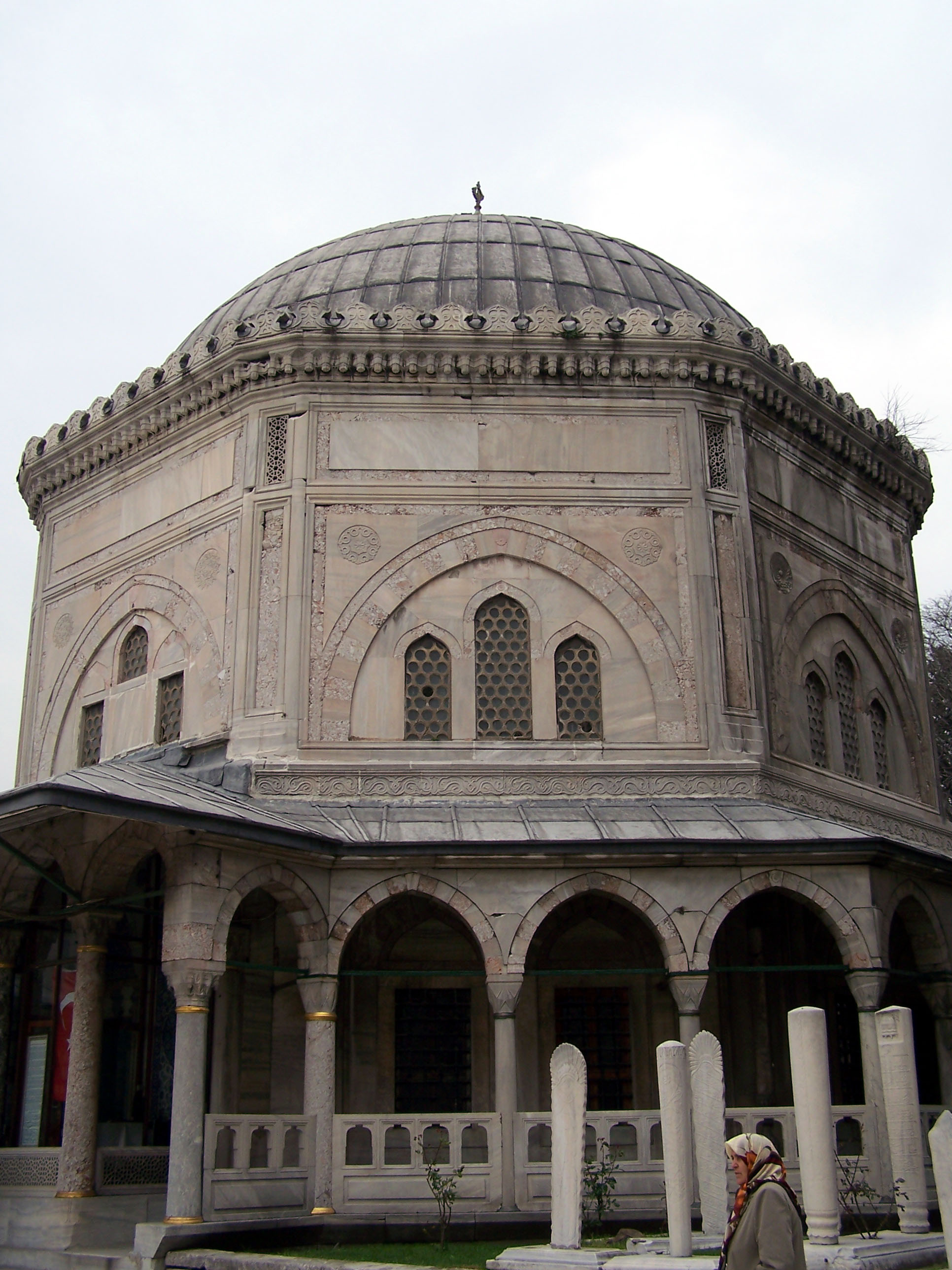
苏莱曼尼耶清真寺中的苏丹苏莱曼墓

苏莱曼大帝的遗产并不仅仅局限在军事领域。苏莱曼大帝归真一个世纪后，法国旅行家让·德泰弗诺亲眼目睹了“这个国家雄厚的农业基础、农民的幸福生活、充裕的主食和苏莱曼超群的政府编制。”苏莱曼对行政和立法体系的改革使他赢得了“卡努尼”（“立法者”）的称号，保证了他身后的帝国国祚长久，这一成就“足够让他之后的很多代颓废的后继者坐吃山空了”。
由于苏莱曼个人对文化的资助，奥斯曼帝国的黄金时代在他的主持下拉开序幕。苏莱曼时代，奥斯曼土耳其人在建筑、文学、艺术、神学和哲学等领域的文化成就达到了顶峰。如今，博斯普鲁斯海峡、以及现代土耳其与前奥斯曼行省的很多城市的地平线上仍然装饰着科查·米马尔·希南的建筑作品。其中，苏莱曼尼耶清真寺是苏莱曼大帝与他的妻子许蕾姆苏丹的最终归宿，他们被葬在清真寺内的两座分开的陵墓中。

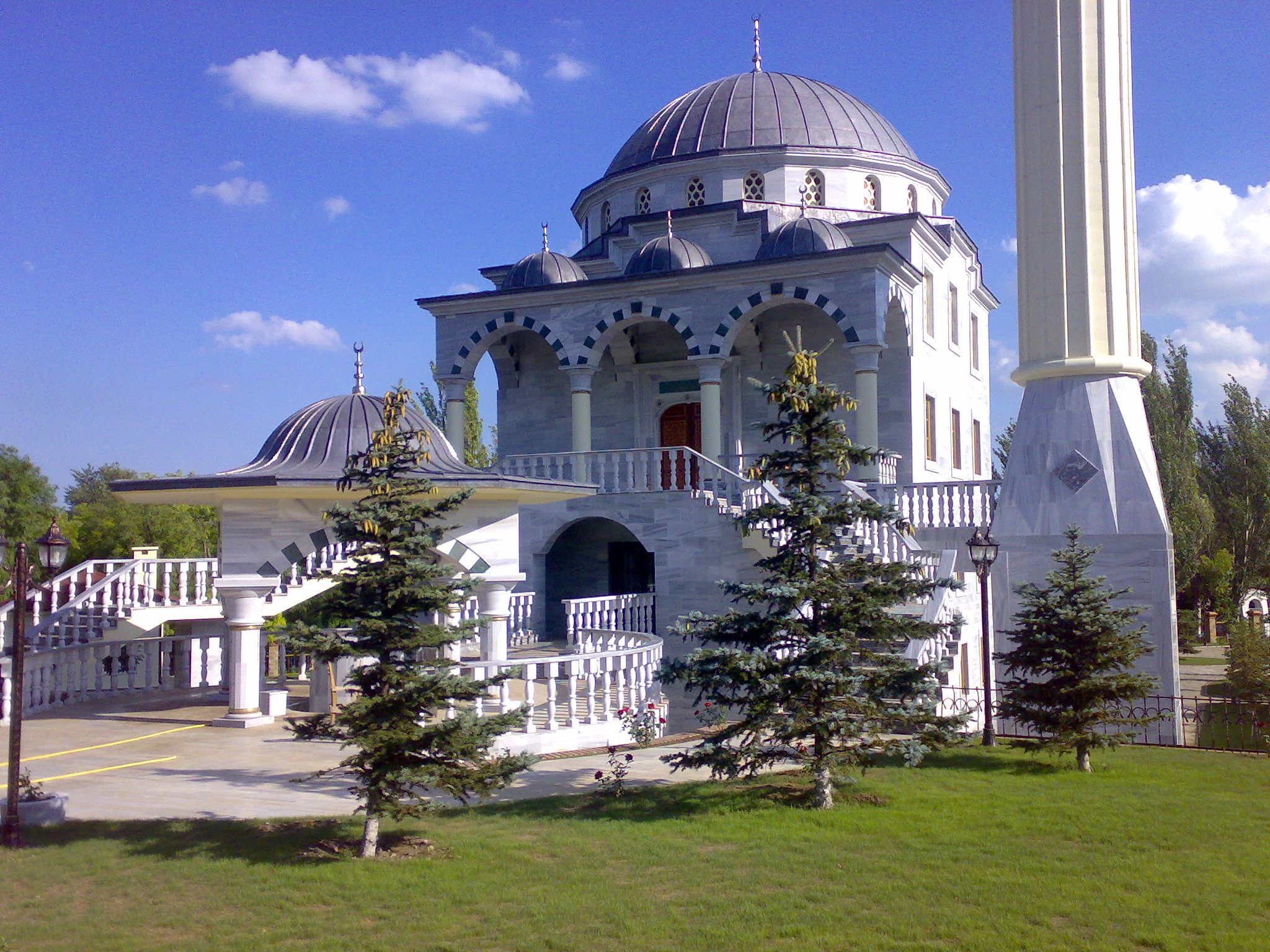
乌克兰马里乌波尔清真寺

2007年，为了纪念苏莱曼大帝和他的乌克兰妻子许蕾姆苏丹，乌克兰的马里乌波尔建造起一座清真寺。清真寺的建造者是土耳其商人萨利赫·吉汉，他和苏莱曼大帝一样出生于特拉布宗。每周五（主麻日），当地的穆斯林会去清真寺作礼拜。